# Svingrundet, Nagu

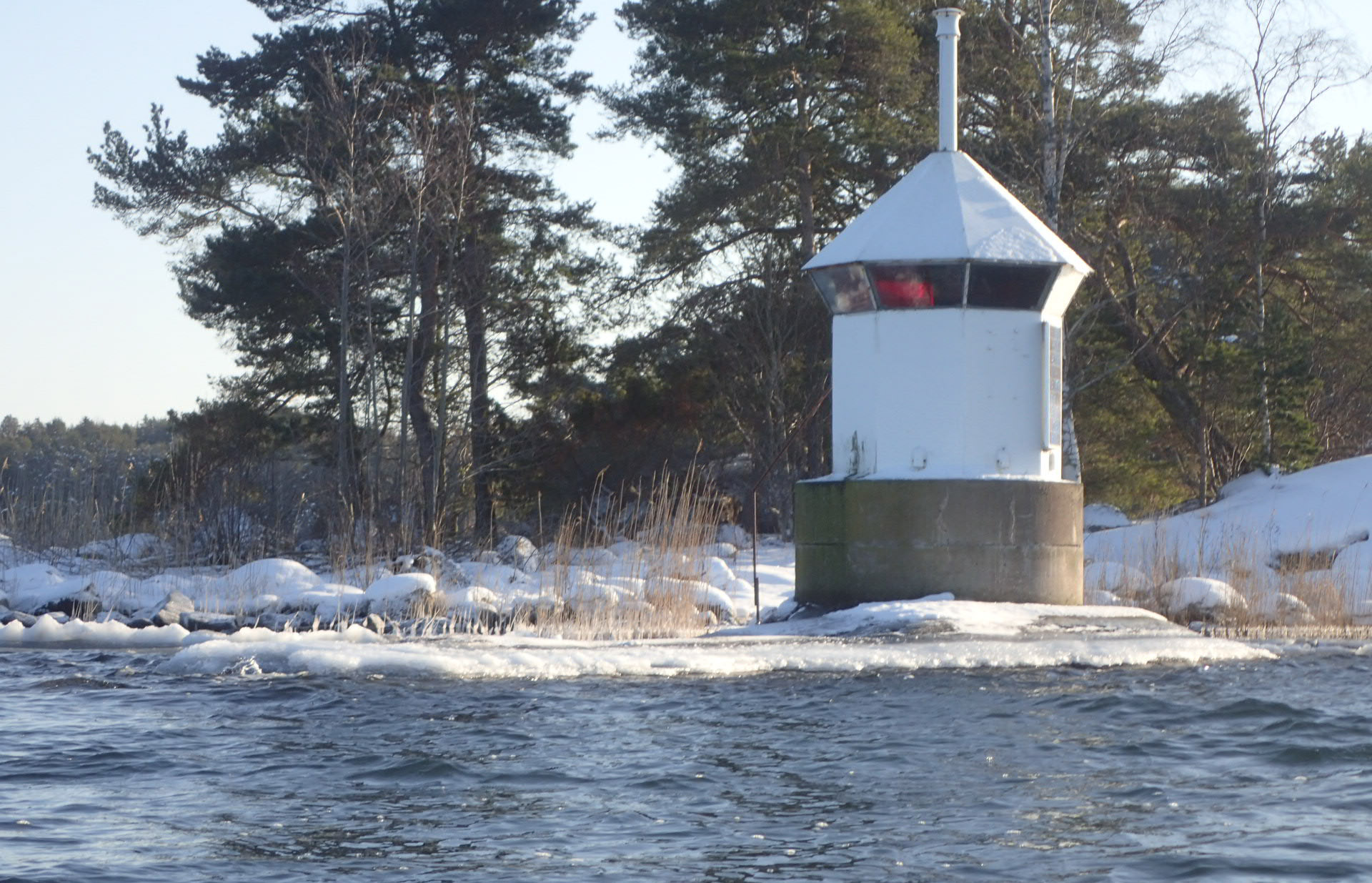
Svingrundets fyr

Svingrundet är en ö nära Kyrkbacken i Nagu,  Finland.   Den ligger i Pargas stad i den ekonomiska regionen  Åboland  och landskapet Egentliga Finland. Ön ligger omkring 5 kilometer sydväst om Själö, omkring 1 kilometer norr om Nagu kyrka,  35 kilometer sydväst om Åbo och 170 km väster om Helsingfors. Närmaste allmänna förbindelse är förbindelsebryggan vid Kyrkbacken som trafikeras av M/S Falkö och M/S Östern.
Inlandsklimat råder i trakten. Årsmedeltemperaturen i trakten är 5 °C. Den varmaste månaden är augusti, då medeltemperaturen är 17 °C, och den kallaste är januari, med −6 °C.